# Bassi Pathana
Bassi Pathana is een nagar panchayat (plaats) in het district Fatehgarh Sahib van de Indiase staat Punjab. 

## Demografie
Volgens de Indiase volkstelling van 2001 wonen er 18.547 mensen in Bassi Pathana, waarvan 52% mannelijk en 48% vrouwelijk is. De plaats heeft een alfabetiseringsgraad van 77%. 